# Syndrome de Greig
Le syndrome de Greig  est une maladie génétique rare qui est caractérisée dans sa forme typique par l’association d’une polydactylie pré- ou postaxiale, d’un hypertélorisme orbitale et d’une macrocéphalie.
Les anomalies du crane sont parfois subtiles.
Les manifestations cliniques sont parfois plus limitées avec seulement une polydactylie préaxiale de type 4 et une polydactylie croisée : association d'une polydactylie préaxiale des pieds avec polydactylie postaxiale des mains avec syndactylie des troisième et quatrième doigts avec syndactylie des premier, second et troisième orteils.
Dans les formes sévères de cette maladie (soit 10 %), il existe un retard mental, des crises d’épilepsie et une hydrocéphalie. 

## Étiologie
Délétion ou translocation impliquant le locus p13 du chromosome 7.
Ces remaniements chromosomiques atteignent le gène GLI3 codant la protéine doigts de zinc.

## Description
- Polydactylie préaxiale (du côté radial, du pouls) ou un pouce ou un orteil anormalement large
- Hypertélorisme ou distance interorbitaire plus grande que la taille d’une orbite
- Macrocéphalie ou périmètre crânien supérieur au 97e centile pour l’âge et le sexe
- Syndactylie ou fusion des doigts ou des orteils

## Diagnostic

### Clinique
Se fait si un enfant présentant les signes ci-dessus, un de ses parents présente les mêmes signes 

### Génétique
Plusieurs techniques génétiques permettent de rechercher les anomalies du locus p13 7
- Hybridation in situ par fluorescence
- Hybridation comarative génomique
- Analyse pour détecter des grandes délétions
- Dépistage des mutations

### Diagnostic différentiel
- Syndrome orofaciodigital type 1
- Syndrome acrocalleux type Schinzel

## Sources
- (fr) Site en français de renseignements sur les maladies rares et les médicaments orphelins
- (en) Leslie G Biesecker, Greig Cephalopolysyndactyly Syndrome In GeneTests: Medical Genetics Information Resource (database online). Copyright, University of Washington, Seattle. 1993-2005